# مارسل کادول
مارسل کادول (فرانسوی: Marcel Cadolle‎; ۲۱ دسامبر ۱۸۸۵ – ۲۱ اوت ۱۹۵۶) دوچرخه‌سوار اهل فرانسه بود.